# Епархия Гуажара-Мирина
Епархия Гуажара-Мирина (лат. Dioecesis Guamensis) — епархия Римско-католической церкви c центром в городе Гуажара-Мирин, Бразилия. Епархия Гуажара-Мирина входит в митрополию Порту-Велью. Кафедральным собором епархии Гуажара-Мирина является собор Пресвятой Девы Марии.

## История
1 марта 1929 года Римский папа Пий XI издал буллу Animarum cura, которой учредил территориальную прелатуру Гуажара-Мирина, выделив её из территориальной прелатуры Порту-Велью (сегодня — Архиепархия Порту-Велью) и епархии Сан-Луис-ди-Касериса. В этот же день территориальная прелатура Гуажара-Мирина вошла в митрополию Белен-до-Пара.
16 февраля 1952 года территориальная прелатура Гуажара-Мирина вошла в митрополию Манауса.
3 января 1978 года территориальная прелатура Гуажара-Мирина передала часть своей территории в пользу возведения новой территориальной прелатуры Вила-Рондонии (сегодня — Жи-Параны).
16 октября 1979 года Римский папа Иоанн Павел II выпустил буллу Cum Praelatura, которой преобразовал территориальную прелатуру Гуажара-Мирина в епархию.
4 октября 1982 года епархия Гуажара-Мирина вошла в митрополию Порту-Велью.

## Ординарии епархии
- епископ Francisco Xavier Elias Pedro Paulo Rey (19.05.1945 — 12.03.1966);
- епископ Luiz Roberto Gomes de Arruda (12.03.1966 — 3.11.1978);
- епископ Geraldo João Paulo Roger Verdier (31.07.1980 — 8.12.2011);
- епископ Benedito Araújo (с 8.12.2011).

## Источник
- Annuario Pontificio, Ватикан, 2007
- Булла Cum Praelatura  (лат.)